# Benoit Constant Coquelin
Benoit Constant Coquelin, řečený Coquelin aîné (25. ledna 1842 Boulogne-sur-Mer, 27. ledna 1909 Couilly-Pont-aux-Dames) byl francouzský divadelní herec, principál vlastní divadelní společnosti a činovník francouzské herecké asociace.

## Život a kariéra

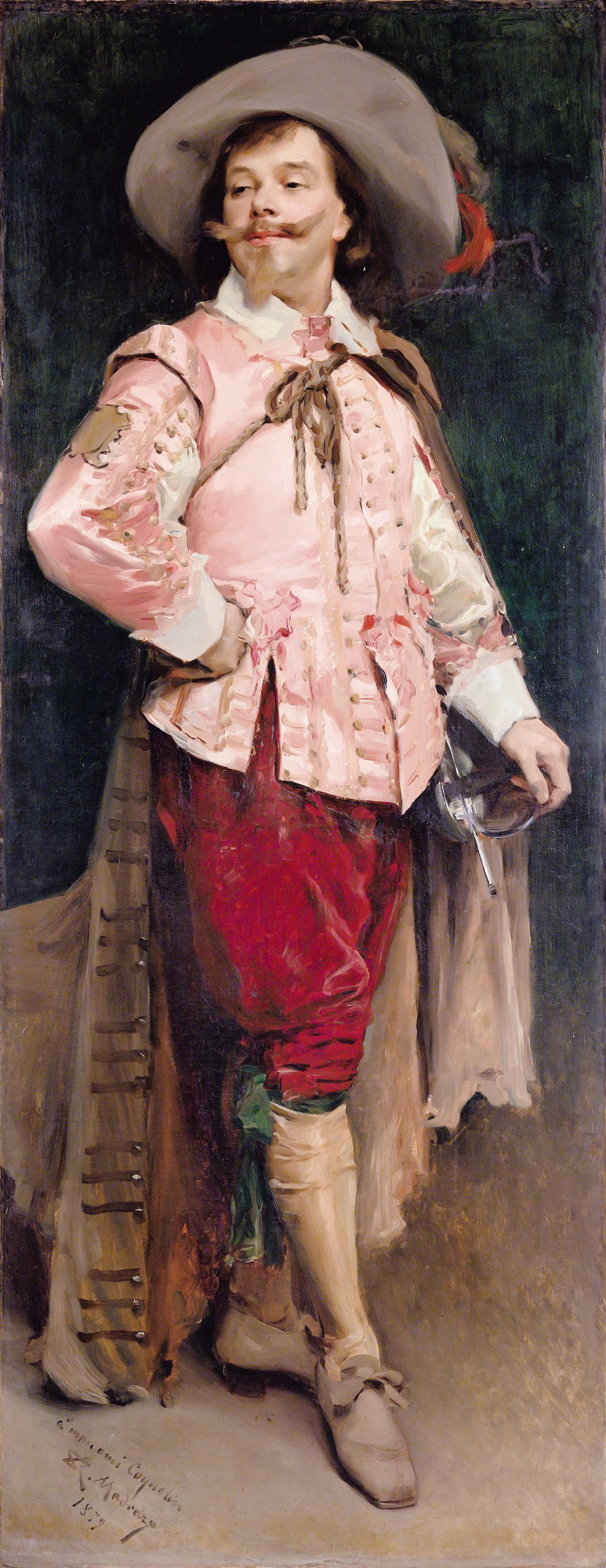
Coquelin v roli Dona Césara de Bazan ve hře Ruy Blas od Victora Huga, namaloval Raimundo de Madrazo y Garreta

Když roku 1860 absolvoval Pařížskou konzervatoř dramatického umění, získal svou první cenu za komedii a ihned byl přijat do angažmá v pařížském Divadle komedie Comédie-Française. Převzal tam klasické role repertoáru tak, že v 25 letech jich měl nastudováno již přes 40. 
Užíval přezdívku Coquelin aîné (Coquelin starší) pro odlišení od svého o šest let mladšího bratra, herce a spisovatele Ernesta Coquelina (1848-1909), zvaného Coquelin cadet (mladší).  
V roce 1886 Comédie-Française opustil, několik let cestoval a vystupoval v Evropě i v Americe. Poté působil v různých pařížských divadlech. V roce 1891 se nakrátko vrátil do Comédie-Française, kde vytvořil Thermidora od Victoriena Sardoua, hru zakázanou již po třetím představení. 
V roce 1892 sestavil vlastní divadelní společnost, se kterou vyrazil po evropských divadlech. 
20. února 1892 Coquelinova společnost vystoupila  v Národním divadle v Praze s Molierovou komedií Tartuffe, hráli samozřejmě ve francouzštině. Coquelin hru režíroval a současně si zahrál hlavní roli Tartuffa. 
V roce 1895 se Coquelin vrátil do kamenného divadla v Paříži, tentokrát do Théâtre de la Renaissance.
Následujícího roku se ujal vedení divadla Porte-Saint-Martin se svým synem Jeanem, kde spolu hráli až do roku 1901, kdy je přenechal svému synovi samotnému. Tištěný průvodce Paříží Coquelina v roce 1899 označil za „neodolatelného komika ...notoricky známého v pařížském životě“.
K jeho nejznámějším divadelním rolím patřil Don César de Bazan ve hře Ruy Blas od Victora Huga (kde se sešel například se Sarah Bernhardtovou, nebo
Cyrano z Bergeracu od Clémenta Maurice (1900). Tato druhá role byla zaznamenána v dokumentárním filmu z roku 1900, tím se Coquelin stal jedním z prvních filmových herců. Měl v repertoáru role ze všech komedií Molierových, v Tartuffovi postupně hrál tři různé role, dále komedie Beaumarchaisovy, hry Jeana Racina, dramata Victora Huga. Ze Shakesparových komedií si zahrál ve Zkrocení zlé ženy.
V roce 1900 byl zvolen do čela Svazu dramatických umělců, ve své funkci se zasloužil o sociální a důchodové zajištění herců. 
Poslední představení hrál v 65 letech roku 1907 ve hře L'Affaire des poisons (Aféra s jedem) od Victoriena Sardoua v pařížském divadle Théâtre de la Porte-Saint-Martin.
Je také autorem řady knih o divadle.
Zemřel 27. ledna 1909 na infarkt v Maison des comedians,  domově pro dramatické umělce-seniory v Couilly-Pont-aux-Dames, který v roce 1902 spoluzaložil.
Je pohřben v zahradě tohoto domu. Smuteční řeč nad rakví pronesl spisovatel Edmond Rostand.

## Památky
- Coquelinovu bronzovou bustu vytvořil Antoine Bourdelle roku 1893. Je vystavena v Paříži, ve foyeru divadla Comédie-Française.
- Pařížský parfumér Aimé Guerlain pojmenoval po Coquelinovi kolínskou vodu L’Eau de Cologne du Coq (v překladu Kohoutova kolínská voda, označení využívá termínu Coq = kohout, příbuzného deminutivu Coquelin = kohoutek)
- Coquelinovým jménem je nazvána ulice v 7. pařížském obvodu.